# قطعنامه ۱۰۸۳ شورای امنیت
قطعنامه  ۱۰۸۳ شورای امنیت سازمان ملل متحد که در تاریخ ۲۷ نوامبر ۱۹۹۶ تصویب شد، سندی بین‌المللی دربارهٔ بررسی وضعیت در لیبریا است. این قطعنامه طی نشست ۳۷۱۷ام با ۱۵ رای موافق، ۰ مخالف و ۰ ممتنع تصویب شد.